# The Shadowthrone
The Shadowthrone è il secondo album in studio della gruppo musicale black metal norvegese Satyricon, pubblicato nel 1994 dalla Moonfog Productions.
Come molti degli album black metal di quel periodo, i testi delle canzoni evocano la contrapposizione della cristianità dominante con la cultura e la mitologia scandinava.

## Tracce
1. Hvite Krists Død – 8:27
2. In the Mist by the Hills – 8:01
3. Woods to Eternity – 6:13
4. Vikingland – 5:14
5. Dominions of Satyricon – 9:25
6. The King of the Shadowthrone – 6:14
7. I En Svart Kiste – 5:24

## Formazione
- Satyr - voce, chitarra elettrica e acustica, synth in I En Svart Kriste
- Samoth - basso
- Frost - batteria

### Turnisti
- S. S. - synth e tastiere